# River Swilly
Der River Swilly (irisch An tSúileach) ist ein ca. 35 km langer Fluss im irischen County Donegal. Er fließt durch den Ort Letterkenny.
Der River Swilly gilt als fischreicher und sauberer Fluss. Er mündet in den 40 km tief einschneidenden Meeresarm Lough Swilly.